# (3658) Feldman
(3658) Feldman est un astéroïde de la ceinture principale.

## Description
(3658) Feldman est un astéroïde de la ceinture principale. Il fut découvert le 13 octobre 1982 à la station Anderson Mesa par Edward L. G. Bowell. Il présente une orbite caractérisée par un demi-grand axe de 2,19 UA, une excentricité de 0,06 et une inclinaison de 4,0° par rapport à l'écliptique.

## Satellite
Un satellite lui est découvert en 2024.

## Compléments